# Hold on to Me
"Hold on to Me" é o segundo single lançado para promover o primeiro álbum solo da cantora Courtney Love, intitulado America's Sweetheart (2004). Foi lançado em 30 de março de 2004 pela Virgin Records e ficou na posição 39 da Alternative Airplay da Billboard  por algumas semanas.
"Significado "
a musica provavelmente foi feita para Kurt Cobain,seu ex marido que tenha falecido em abril de 1994
1. ↑  «Courtney Love | Biography, Music & News». Billboard (em inglês). Consultado em 4 de junho de 2024